# Remixes EP
Remixes EP è il quinto EP del gruppo musicale britannico One Direction, pubblicato il 23 luglio 2020.

## Tracce
1. Gotta Be You (Steve Smart & Westfunk Remix) – 6:17
2. Gotta Be You (Mojam Remix) – 3:22
3. Live While We're Young (Dave Audé Remix) – 5:40
4. Live While We're Young (The Jump Smokers Remix) – 4:25
5. Kiss You (Sharoque Remix) – 4:20
6. Best Song Ever (WestFunk & Steve Smart Remix) – 3:10
7. Best Song Ever (Jump Smokers Remix) – 3:08
8. Best Song Ever (Kat Krazy Remix) – 3:06
9. You & I (Big Payno Remix) – 3:22
10. Steal My Girl (88 Ninety's 'Raiders of the Lost Art' Remix) – 4:41
11. Steal My Girl (Big Payno & Afterhrs Pool Party Remix) – 5:20
12. Night Changes (Afterhrs Remix) – 3:40
13. Drag Me Down (Big Payno x AFTERHRS Remix) – 3:09
14. Perfect (Matoma Remix) – 3:43